# Universidad Politécnica de Puerto Rico
La Universidad Politécnica de Puerto Rico (UPPR)-conocida como La poli- es una organización privada sin fines de lucro ubicada en la ciudad de San Juan, Puerto Rico. UPPR ofrece una amplia gama de carreras técnicas, y se especializa en carreras de ingeniería.

## Información general
La Universidad Politécnica de Puerto Rico (UPPR) es una organización privada sin fines de lucro especializada en Ingeniería, Arquitectura, Agrimensura y Geomática, y Administración de Empresas. El campus principal está situado en el distrito financiero de la isla, que es el núcleo del área metropolitana San Juan.

Dentro de los Estados Unidos y sus territorios, la Universidad Politécnica de Puerto Rico es la segunda institución más grande en graduar ingenieros hispánicos. En la actualidad, más del 40% de los ingenieros graduados en Puerto Rico son exalumnos de la Universidad Politécnica. En la actualidad, hay cerca de 6.000 estudiantes en el campus de San Juan.

## Información académica
La Universidad Politécnica de Puerto Rico (UPPR) es una organización privada, sin fines de lucro, institución mixta, no sectaria, fundada en 1966. En la actualidad es la mayor escuela privada de ingeniería en Puerto Rico y la única en San Juan, capital de Puerto Rico. También es la escuela privada "Hispanic Serving Engineering School" más grande en los Estados Unidos y sus territorios.
Todos los programas de UPPR están autorizados por la agencia estatal de licencias (Consejo de Educación Superior de Puerto Rico) y acreditado por la Comisión de Educación Superior de los EE. UU. "Middle States Association of Colleges and Schools" (MSACS, 2005). Sus programas de ingeniería en Química, Civil, Computación, Eléctrica, Ambiental, Industrial, Mecánica, así como Agrimensura y Cartografía están acreditados por el Consejo de Acreditación de Ingeniería y Tecnología (ABET). El Programa de Arquitectura está acreditada por la Junta de Acreditación Nacional de Arquitectura (NAAB) y la Escuela de Administración de la Asamblea Internacional para la Formación Empresarial Colegial (IACBE).
A continuación se presentan los programas a nivel de pregrado, que figuran en el orden en que fueron creados:
- Licenciatura en Ciencias en Agrimensura y Cartografía (1974)
- Licenciatura en Ciencias en Ingeniería Civil (1974)
- Licenciatura en Ciencias en Ingeniería Industrial (1980)
- Licenciatura en Ciencias en Ingeniería Eléctrica (1984)
- Licenciatura en Ciencias en Ingeniería Mecánica (1988)
- BBA en Gestión Industrial (1990), pospuso en abril de 2008
- Licenciatura en Arquitectura (1995)
- BBA en Administración de la Construcción (1996)
- Licenciatura en Ciencias en Ingeniería Química (1997)
- Licenciatura en Ciencias en Ingeniería Ambiental (1997)
- BBA en Contabilidad (2001)
- BBA en Sistemas de Información de Gestión (2001); aplazado en abril de 2008
- BBA Gerencia General (2001)
- BBA en Mercadeo (2001)
- BBA en Finanzas (2002); aplazado en abril de 2008
- Licenciatura en Ciencias en Ciencias de la Computación (2002)
- Licenciatura en Ciencias en Ingeniería en Computación (2003)